# 平凡老爸
《骗我一辈子》（前名《平凡老爸》）是一部於2020年9月开机拍摄的，以残障人士为主题的中國喜剧公益電影，並由李力持執導。
2019年9月29日，在江西南昌举行电影开机仪式暨新闻发布会。总导演李力持，演员吳孟達、胡杏兒、陈晓东、陈紫函、吳志雄、黄斯美等，以及出品人代表李年春、总监制张宁、总制片人陈元正、创意总监傅嘉威等出席。

## 劇情簡介
中年音樂製作人駱陽與年輕的女歌手程心兒結婚後生下有音樂天賦的女兒駱可可。駱陽為創作的一首歌曲使得程心兒一炮而紅。但由於夫妻倆工作繁忙而忽略女兒的照顧，一次意外導致駱可可高燒後失明，導致程心兒精神衰弱而失踪。
在記者圍攻下，駱陽決定放棄一切搬到一個偏遠的村莊獨自照顧失明的女兒駱可可。雖然可可失明，但駱陽想盡辦法營造了一個與世隔絕的童話世界讓可可不知道自己與別的小朋友不一樣。兩人住的小村莊裡與一群老人和留守兒童為鄰。
程心兒身體恢復後，到處尋找駱陽與可可的下落。程心兒尋找到駱陽與駱可可時，兩人對可可的教育方式有着不一樣的價值觀而產生矛盾。最後樂觀勇敢的駱可可化解了駱陽與程心兒的心結。

## 演員表

### 主要角色
| 演員   | 角色   | 介紹 |
| 胡杏兒 | 程心兒 | 30歲 具有文艺气息的年轻女歌手。骆阳（陈晓东）之妻 剛出道的程心兒特別欣賞骆阳（陈晓东）的音樂才華而嫁給他生下音樂天才女兒駱可可。夫妻倆人工作繁忙而疏忽了女兒的照顧。 |
| 陈晓东 | 骆阳   | 程心兒（胡杏兒）之夫 |

### 其他角色
| 演員   | 角色 | 介紹       |
| 吳孟達 |      |            |
| 陈紫函 |      | 歌手经纪人 |
| 吳志雄 |      |            |
| 謝天華 |      |            |
| 黄斯美 |      |            |

## 記事
- 2019年8月18日，《平凡老爸》于广东省广州市舉行項目啟動儀式。導演李力持有出席。
- 2019年9月29日，《平凡老爸》於南昌舉行开机发布会，並同時公佈演員名單。演员吴孟达、陈晓东、陈紫函 、胡杏儿、黄斯美、导演李力持有出席。[2]谢天华以VCR形式现场祝福。电影拍摄时间预计三个月[1]。
- 2019年11月14日，《平凡老爸》于广州广东广播电视台进行拍摄，胡杏儿被曝光在现场。
- 2019年11月18日，《平凡老爸》于广州广东司法警官职业学院进行拍摄，胡杏儿、任达华被曝光在现场。
- 2019年12月12日，《平凡老爸》于广东省江门市古兜温泉度假村及黄屋进行拍摄，胡杏兒、吳孟达、陈晓东等人被曝光在现场。
- 2020年3月15日，《平凡老爸》于广东省广州市宣佈正式复工，胡杏兒、邵音音、陈晓东、谢天华及导演李力持等被曝光在现场。
- 2020年4月16日，《平凡老爸》原定于同年6月21日父親节上映，但鑒於2019新冠肺炎疫情而延迟上映。
- 2021年3月7日，鍳於演員之一吴孟达因病離世，遗作之一《平凡老爸》率先发布其剧照並辑录成花絮片段，而电影名称亦同時改名为《骗我一辈子》。

## 軼事
- 第一女主角胡杏兒、女主角之一陳紫函及导演李力持均首次合作。
- 第一女主角胡杏兒及陳晓东早年已有合作，當時陳晓东在《1999年度香港小姐競選》準決賽中以歌手身份參與外景拍攝，同時亦有參與該外景拍攝的正是當年的14號佳麗。
- 吴孟达、陈晓东及导演李力持繼1998年賀歲電影《行運一條龍》後，事隔22年合作。
- 吴孟达及第一女主角胡杏兒繼2010年中國大陸電視劇《歡喜婆婆俏媳婦》（香港劇名為《八星報喜賜良緣》）、2013年中國大陸電視劇《辣媽俏爸》後，事隔7年合作。
- 謝天華及第一女主角胡杏兒繼2001年香港無綫電視電視劇《婚姻乏術》、2002年香港無綫電視電視劇《法網伊人》、2011年香港無綫電視電視劇《魚躍在花見》及2011年電影《72家租客》後，事隔9年合作。
- 邵音音及第一女主角胡杏兒繼2019年電影《朝花夕拾芳華絕代 拾芳》後再度合作。

## 電影歌曲
| 曲別   | 歌名 | 作曲 | 作詞 | 演唱 |
| ------ | ---- | ---- | ---- | ---- |
| 主題曲 | 《》 |      |      |      |
| 插曲   | 《》 |      |      |      |
| 片尾曲 | 《》 |      |      |      |